# Multipulchroppia pectinata
Multipulchroppia pectinata är en kvalsterart som först beskrevs av Balogh och Sandór Mahunka 1967.  Multipulchroppia pectinata ingår i släktet Multipulchroppia och familjen Oppiidae. Inga underarter finns listade i Catalogue of Life.